# August Bielowski

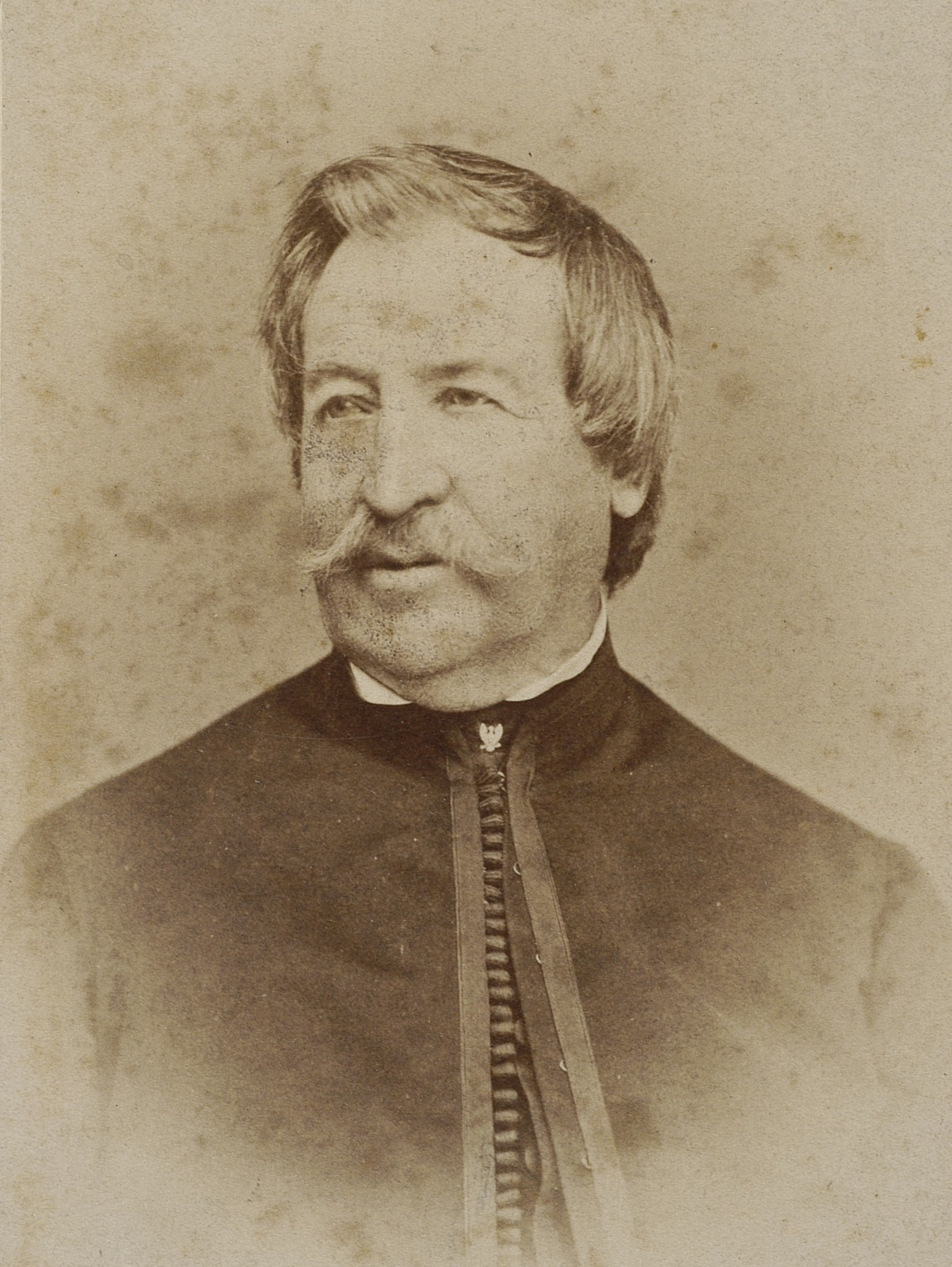
August Bielowski 1875.

August Bielowski, född den 27 mars 1806, död den 12 oktober 1876, var en polsk lärd.
Bielowski började sin litterära verksamhet med översättningar av serbiska folkvisor (1830), utgav därefter själv några dikter, men ägnade sig under sina senare år uteslutande åt historiska studier. Hans huvudarbete är Monumenta Poloniæ vetustissima (2 band, 1864–72; fortsatt i 3 band av vetenskapsakademien i Krakow 1878–88).